# Euxoa carola
Euxoa carola är en fjärilsart som beskrevs av Karl Schawerda 1925. Euxoa carola ingår i släktet Euxoa och familjen nattflyn. Inga underarter finns listade i Catalogue of Life.